# Uranotaenia montana
Uranotaenia montana är en tvåvingeart som beskrevs av Ingram och Meillon 1927. Uranotaenia montana ingår i släktet Uranotaenia och familjen stickmyggor. Inga underarter finns listade i Catalogue of Life.